# Mateo Vidal
Mateo Lucas Vidal Medina (Montevideo, 17 de octubre de 1780 - Buenos Aires, 8 de enero de 1855) fue un sacerdote y político oriental.
Fue elegido diputado por la Banda Oriental ante la Asamblea del Año XIII y fue miembro del Congreso Constituyente convocado en 1824 que dio sanción a la Constitución Argentina de 1826.

## Biografía
Mateo Vidal nació en Montevideo el 17 de octubre de 1780, hijo de Mateo Lucas Vidal Loaiza, natural de San Lúcar de Barrameda, y de Juana Francisca Medina Castellano (1751 - 1803), oriental.
Estudio en la ciudad de Buenos Aires, en Córdoba y en la Universidad Mayor Real y Pontificia San Francisco Xavier de Chuquisaca donde se recibió de bachiller en cánones y leyes el 7 de diciembre de 1802 y se doctoró en teología.
Ya ordenado sacerdote, tras la Revolución de Mayo adhirió al movimiento patriota, debiendo finalmente abandonar la ciudad.
En un informe secreto realista se lo considera «hombre honrado, clérigo secular antiguo en la Revolución, pero siempre con prudencia; es interesado y se halla dispuesto en favor de España».
Fue uno de los diputados designados el 21 de abril de 1813 en el Congreso de Tres Cruces para representar a la Banda Oriental en la Asamblea Constituyente de 1813. Vidal, al igual que la mayoría de los diputados orientales, no llegó a incorporarse a la Asamblea ya que al solicitar su incorporación el 1 de junio fue rechazado pretextando falta de legalidad formal en sus poderes en razón del método de su elección.
En octubre de 1815 recibió del Cabildo el encargo de editar El Periódico Oriental, pero tras redactar una presentación del periódico del agrado de Artigas, renunció «a causa de sus achaques habituales».
Al producirse la invasión luso-brasileña y constituidos los llamados "corsarios de Artigas", Vidal solicitó el 27 de abril de 1817 a Gervasio Artigas el otorgamiento de patentes de corso para dos buques de su propiedad destinados a operar contra la navegación de España y de Portugal.
Para agosto de 1824 se le encomendó con los doctores Pedro Somellera, Mariano de Sarratea (prior del Consulado de Buenos Aires) y José María Rojas (síndico del Consulado) la misión de componer el primer código de comercio, empero no consta su labor en esa codificación.
Fue diputado al congreso constituyente de 1824. Integró con Juan Ignacio Gorriti, Juan José Paso y José Francisco Acosta la Comisión de Peticiones, que operaría también en lo relativo a los poderes de los legisladores. Votó por la negativa la constitución de corte unitario, que aunque aprobada por el Congreso, fue rechazada por la mayoría de las provincias, aunque una excepción fue justamente la Provincia Oriental que la aprobó el 31 de marzo de 1827, siendo una de las fuentes de su constitución tras la independencia.
En agosto de 1827 pasó a integrar la nueva junta de representantes de Buenos Aires, que eligió gobernador a Manuel Dorrego. Depuesto Dorrego la junta fue disuelta hasta que fue restituida en sus funciones por Viamonte. Por decreto del 2 de junio de 1832, según lo dispuesto por la legislatura el 17 de octubre de 1831, fue designado nuevamente redactor del código de comercio junto a los diputados Nicolás Anchorena y Faustino Lezica.
Desde al menos 1833 fue fiscal de la curia eclesiástica metropolitana, mientras Mariano Medrano era obispo de Buenos Aires. El 25 de diciembre de ese año integró la junta creada para asesorar acerca de los procedimientos a seguir para la provisión de obispos.
Fue destituido por decreto de Juan Manuel de Rosas del 3 de julio de 1835 por no merecer su confianza y no responder a su política, siendo sustituido por el doctor José María Terrero.
Falleció en Buenos Aires el 8 de enero de 1855 y sus restos descansan en el Cementerio de la Recoleta.